# Доходный дом С. Д. Шереметева
Доходный дом С. Д. Шереметева — памятник архитектуры. Расположен в Центральном районе Санкт-Петербурга, современный адрес дома — Литейный проспект, 51.
Дом располагается на территории бывшей усадьбы Шереметевых, которая простиралась от берега Фонтанки до Литейного проспекта. Пятиэтажный доходный дом для С. Д. Шереметева был построен в 1874-1875 годах по проекту А. К. Серебрякова и П. И. Шестова; это типичное для второй половины XIX века здание. В 1909 году «пустынный манеж», один из дворовых корпусов здания, превратили «усилиями архитектора и художников в изящный театральный зал благородного стиля с ложами около партера и небольшим балконом». Уже в 1910 году «Литейный театр» переделали в скетинг-ринг (зал для катания на роликах), после революции зал использовали для кинотеатра, с 1926 года здание занимали Передвижной театр П. П. Гайдебурова и Н. Ф. Скарской, ТРАМ, ЛОСПС, Театр комедии и сатиры.
Здание театра было разрушено во время Великой Отечественной войны. Современные фасады и интерьеры были сделаны в 1955—1957 годах по проекту М. З. Тарановской и Д. А. Кючарианц. С 1956 года здание занимали две театральные труппы, в 1963 году объединившиеся под названием «Театр драмы и комедии»; с 1991 года он известен как Театр «на Литейном».
Флигель театра четырёхэтажный, его объём выступает из прилегающих домов, лишённых архитектурного декора. Главный вход расположен по оси многоэтажного главного корпуса. Фасад флигеля украшен портиком стилизованного коринфского ордера, в котором расположены порталы входов. Фасад сделан в духе позднего классицизма: белые детали на жёлтом фоне, над архитравом портика расположен выделяющийся над плоскостью стены лепной фриз.
Также под влиянием позднего классицизма выполнены интерьеры театра. Зрительный зал рассчитан на 740 человек, напротив сцены сделан балкон. Помещение опоясано лепным фризом с театральными масками и гирляндами. Стены от потолка отделяет карниз, декорированный модульонами и розетками. Плоский плафон расположен в рамке скульптурных тяг. Портал сцены фланкируют по продольным стенам балконы, также стены украшены архивольтами над нишами и входами, низкими портиками вокруг решёток. Белые архитектурные детали сделаны на сером фоне сцен, кресла обиты красным бархатом. В главном фойе стены тёплого золотистого тона украшены белыми коринфскими пилястрами и антаблементом с лепным карнизом. Освещающие помещение бра установлены в композиции барельефов.
Декорации театра хранятся в портике бывшего манежа, построенном Д. Кваренги также на территории усадьбы Шереметевых.
Во дворе-палисаднике перед входом в театр в сентябре 2023 года были воссозданы два фонтана, которые предположительно были построены в рамках послевоенного восстановления театра, но многие годы не работали и использовались как клумбы. Вместо типовых бетонных чаш были сделаны новые из гранита, также во дворе было обновлено плиточное мощение и заменены скамейки.

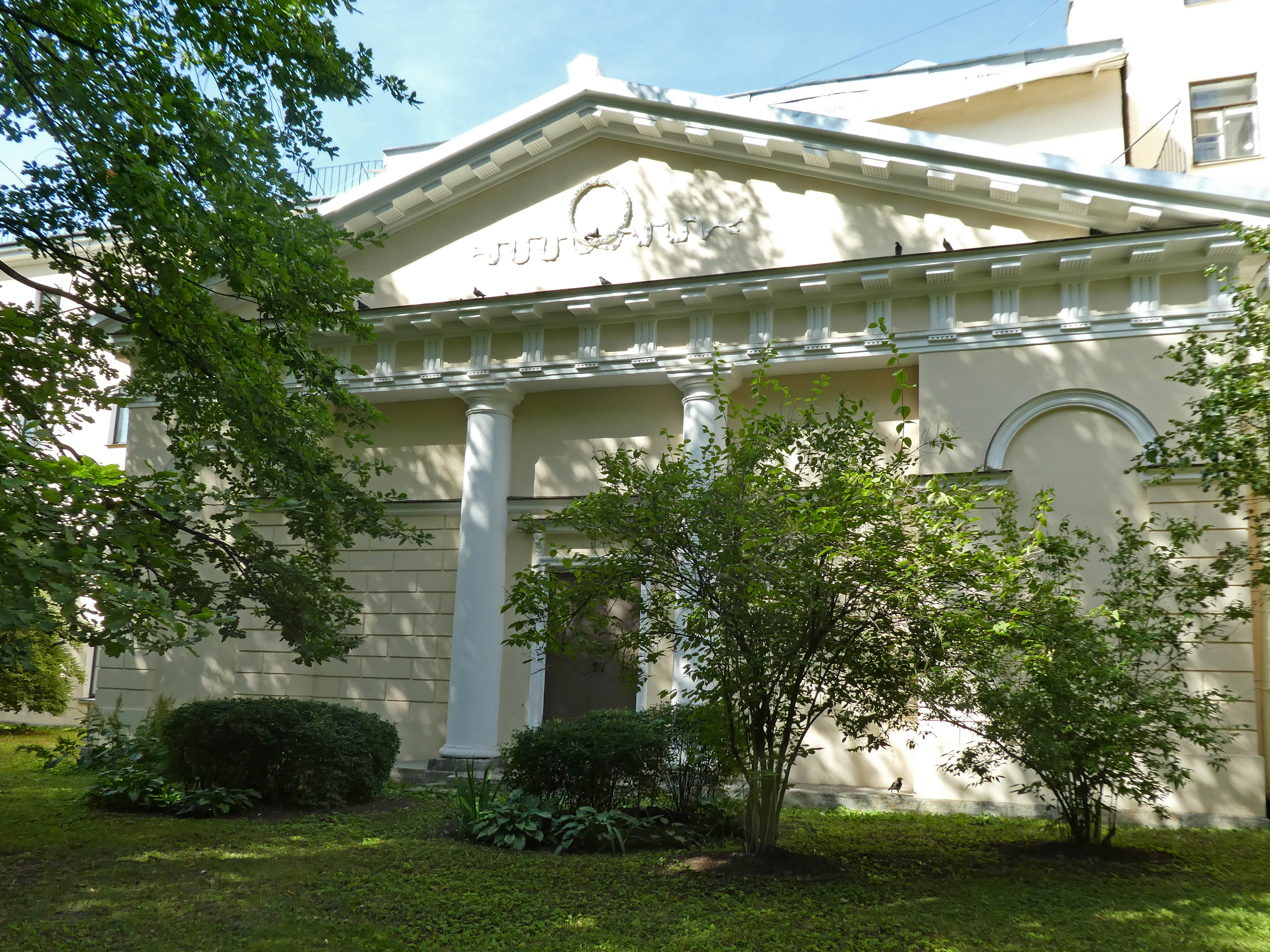
Портик манежа, вид из сада Фонтанного дома
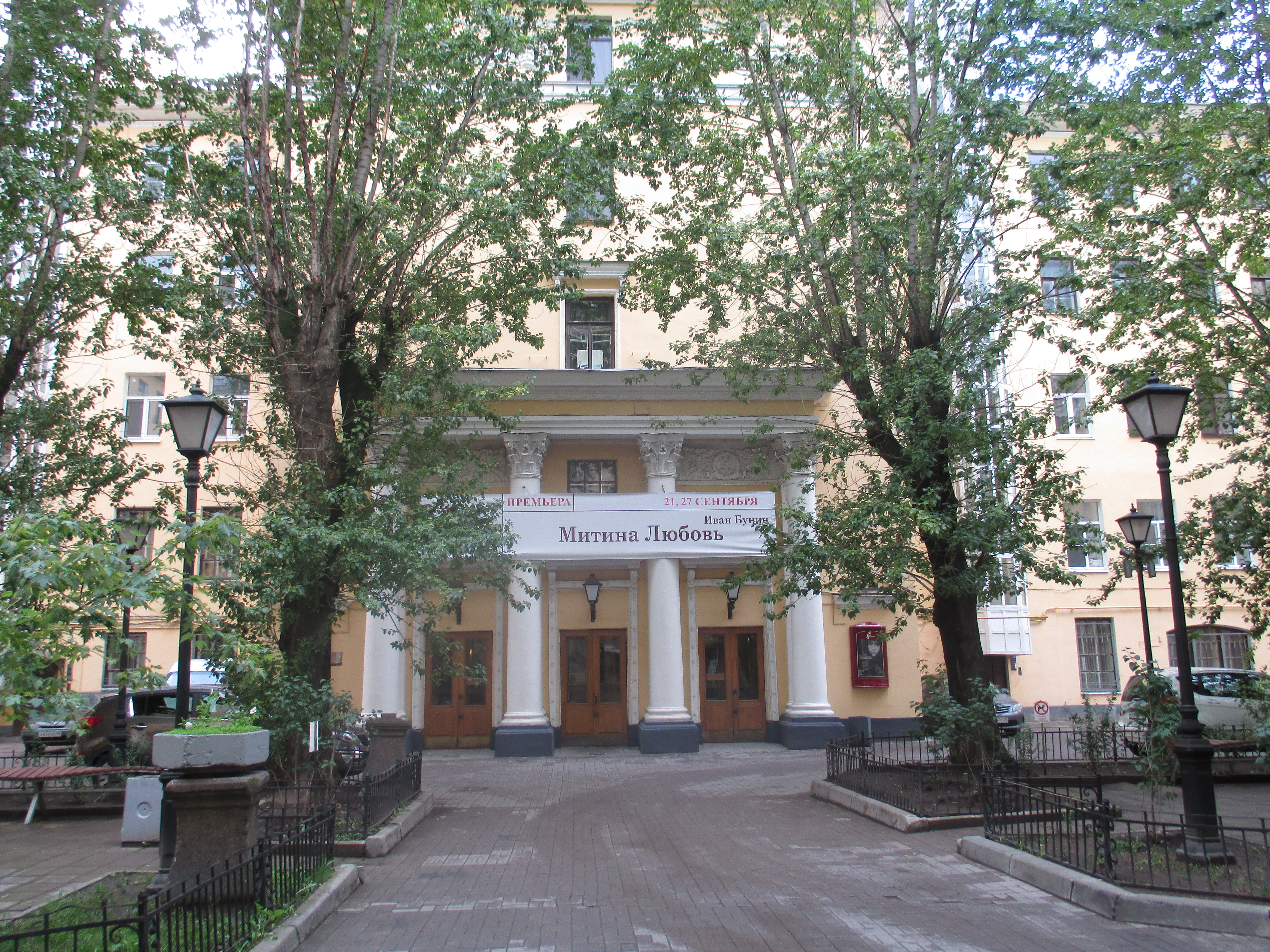
Театр «на Литейном»
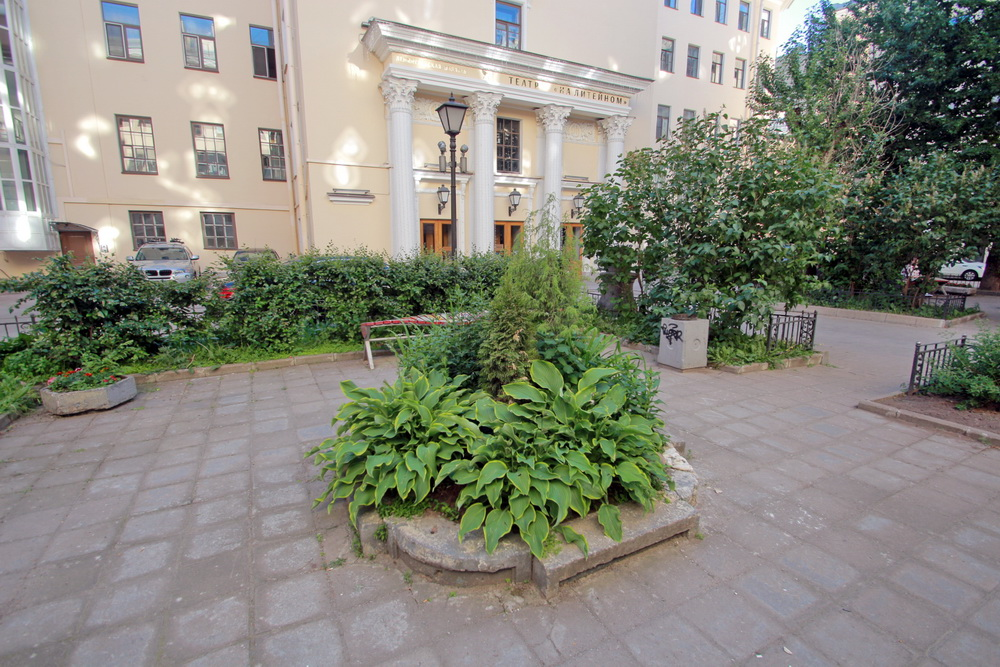
Палисадник до реставрации
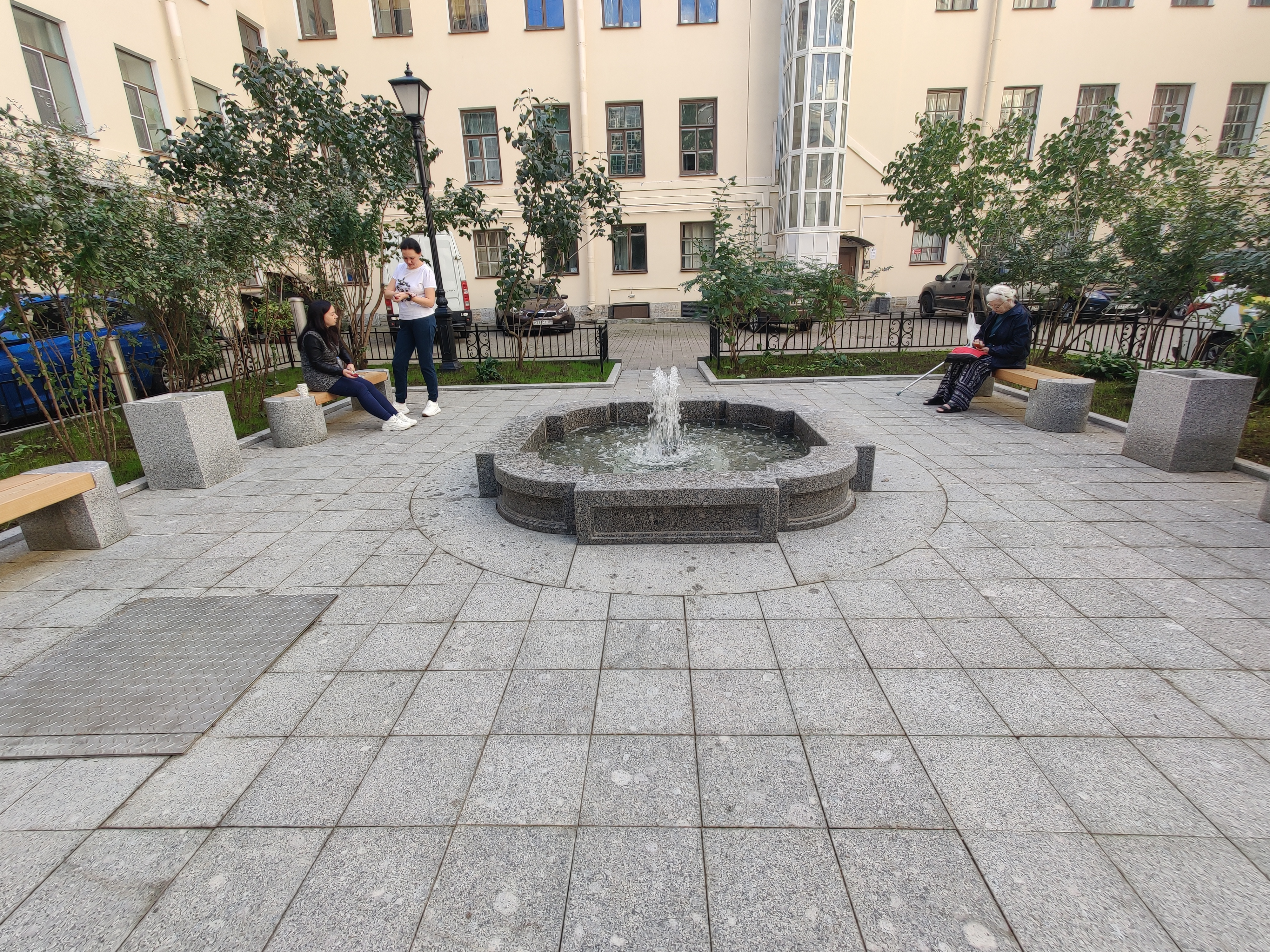
Палисадник после реставрации
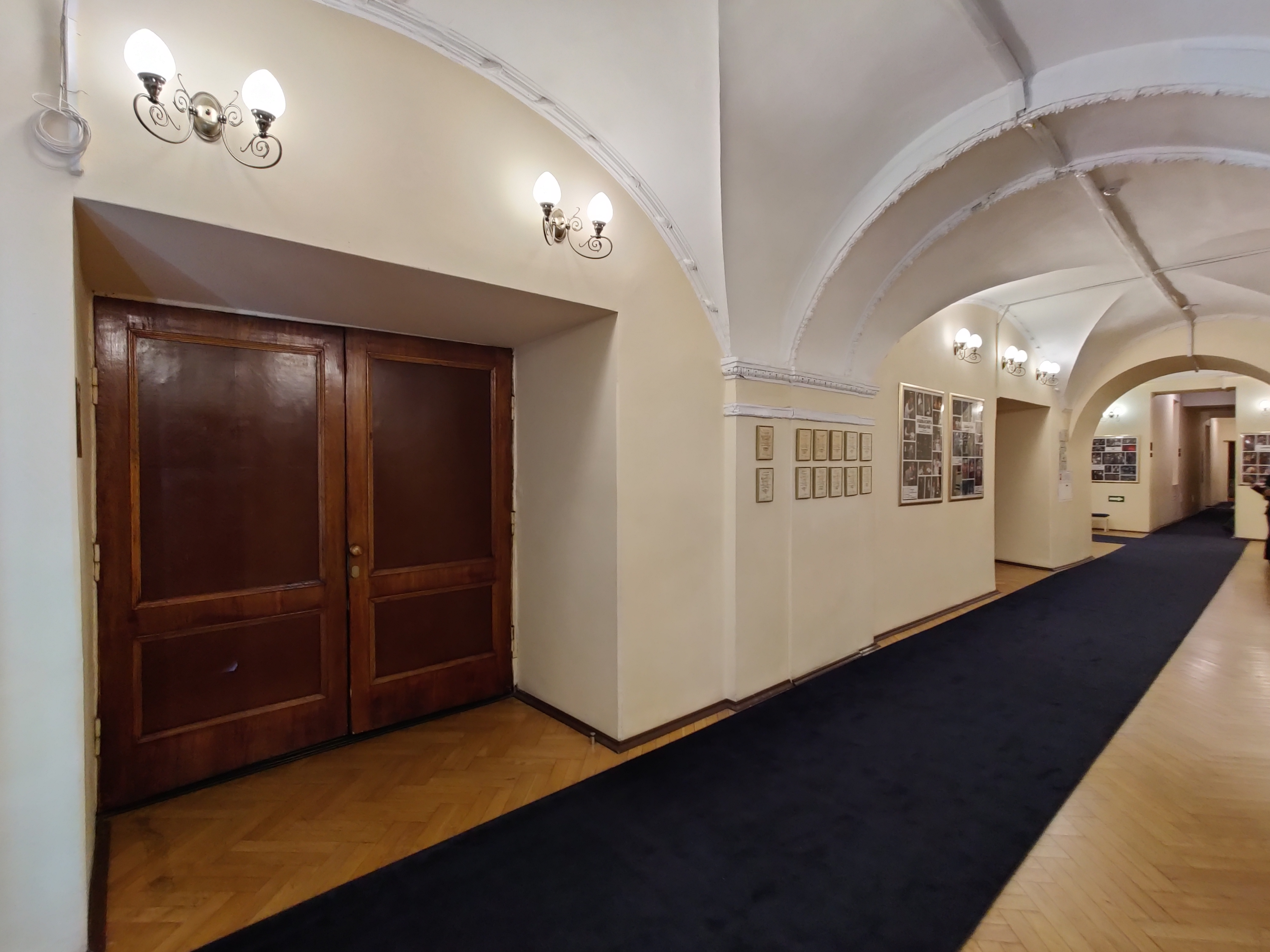
Холл. Со слов работников театра, своды шереметьевских конюшен